# Okręg wyborczy nr 27 do Sejmu Rzeczypospolitej Polskiej (1993–2001)
Okręg wyborczy nr 27 do Sejmu Rzeczypospolitej Polskiej (1993–2001) obejmował województwo łódzkie. W ówczesnym kształcie został utworzony w 1993. Wybieranych było w nim 11 posłów w systemie proporcjonalnym (do 1997 wybierano 12 posłów).
Siedzibą okręgowej komisji wyborczej była Łódź.

## Wyniki wyborów
| Podział 12 mandatów: SLD: 5 UP: 2 PSL: 1 UD: 2 KPN: 1 BBWR: 1 |

| Podział 11 mandatów: SLD: 5 UW: 2 AWS: 4 |

## Reprezentanci okręgu
| Sejm | Rok  | Poseł KW                                 | Poseł KW                                 | Poseł KW                                 | Poseł KW                                 | Poseł KW                                 | Poseł KW                                       | Poseł KW                                 | Poseł KW                                 | Poseł KW                                 | Poseł KW                                 | Poseł KW                                 | Poseł KW                                 | Poseł KW                                 | Poseł KW                                 | Poseł KW                                 | Poseł KW                                 | Poseł KW                                 | Poseł KW                                 | Poseł KW                                 | Poseł KW                                 | Poseł KW                                 | Poseł KW                                 | Poseł KW                                 | Poseł KW                                 |
| ---- | ---- | ---------------------------------------- | ---------------------------------------- | ---------------------------------------- | ---------------------------------------- | ---------------------------------------- | ---------------------------------------------- | ---------------------------------------- | ---------------------------------------- | ---------------------------------------- | ---------------------------------------- | ---------------------------------------- | ---------------------------------------- | ---------------------------------------- | ---------------------------------------- | ---------------------------------------- | ---------------------------------------- | ---------------------------------------- | ---------------------------------------- | ---------------------------------------- | ---------------------------------------- | ---------------------------------------- | ---------------------------------------- | ---------------------------------------- | ---------------------------------------- |
| II   | 1993 |                                          | L. Miller SLD                            |                                          | M. Dmochowska UD                         |                                          | I. Śledzińska-Katarasińska UD (1993) UW (1997) |                                          | A. Ostoja-Owsiany KPN                    |                                          | Z. Kaniewski SLD                         |                                          | M. Małachowski UP                        |                                          | P. Marciniak UP                          |                                          | K. Baszczyński SLD                       |                                          | P. Saar BBWR                             |                                          | A. Murynowicz SLD                        |                                          | W. Sitek SLD                             |                                          | W. Stasiak PSL                           |
| III  | 1997 |                                          | L. Miller SLD                            | M. Drzewiecki UW                         |                                          |                                          | I. Śledzińska-Katarasińska UD (1993) UW (1997) | M. Markiewicz AWS                        |                                          | J. Kropiwnicki AWS                       | Z. Kaniewski SLD                         |                                          | S. Niesiołowski AWS                      |                                          | P. Żak AWS                               | A. Pęczak SLD                            | K. Baszczyński SLD                       | —                                        | —                                        |                                          | A. Murynowicz SLD                        |                                          |                                          |                                          |                                          |
| IV   | 2001 | okręg zniesiony – patrz okręgi nr 9 i 11 | okręg zniesiony – patrz okręgi nr 9 i 11 | okręg zniesiony – patrz okręgi nr 9 i 11 | okręg zniesiony – patrz okręgi nr 9 i 11 | okręg zniesiony – patrz okręgi nr 9 i 11 | okręg zniesiony – patrz okręgi nr 9 i 11       | okręg zniesiony – patrz okręgi nr 9 i 11 | okręg zniesiony – patrz okręgi nr 9 i 11 | okręg zniesiony – patrz okręgi nr 9 i 11 | okręg zniesiony – patrz okręgi nr 9 i 11 | okręg zniesiony – patrz okręgi nr 9 i 11 | okręg zniesiony – patrz okręgi nr 9 i 11 | okręg zniesiony – patrz okręgi nr 9 i 11 | okręg zniesiony – patrz okręgi nr 9 i 11 | okręg zniesiony – patrz okręgi nr 9 i 11 | okręg zniesiony – patrz okręgi nr 9 i 11 | okręg zniesiony – patrz okręgi nr 9 i 11 | okręg zniesiony – patrz okręgi nr 9 i 11 | okręg zniesiony – patrz okręgi nr 9 i 11 | okręg zniesiony – patrz okręgi nr 9 i 11 | okręg zniesiony – patrz okręgi nr 9 i 11 | okręg zniesiony – patrz okręgi nr 9 i 11 | okręg zniesiony – patrz okręgi nr 9 i 11 | okręg zniesiony – patrz okręgi nr 9 i 11 |

### Wybory parlamentarne 1993
| Komitet wyborczy                                      | Komitet wyborczy                                         | Głosów  | %     | Mandaty | Wybrani posłowie                                                                               |
| ----------------------------------------------------- | -------------------------------------------------------- | ------- | ----- | ------- | ---------------------------------------------------------------------------------------------- |
|                                                       | Sojusz Lewicy Demokratycznej                             | 122 001 | 26,62 | 5       | Leszek Miller, Zbigniew Kaniewski, Krzysztof Baszczyński, Alicja Murynowicz, Włodzimierz Sitek |
|                                                       | Unia Demokratyczna                                       | 55 372  | 12,08 | 2       | Maria Dmochowska, Iwona Śledzińska-Katarasińska                                                |
|                                                       | Unia Pracy                                               | 50 619  | 11,05 | 2       | Mirosław Małachowski, Piotr Marciniak                                                          |
|                                                       | Katolicki Komitet Wyborczy „Ojczyzna”                    | 31 765  | 6,93  | –       |                                                                                                |
|                                                       | Konfederacja Polski Niepodległej                         | 25 771  | 5,62  | 1       | Andrzej Ostoja-Owsiany                                                                         |
|                                                       | Polskie Stronnictwo Ludowe                               | 24 665  | 5,38  | 1       | Wiesław Stasiak                                                                                |
|                                                       | Bezpartyjny Blok Wspierania Reform                       | 23 392  | 5,10  | 1       | Paweł Saar                                                                                     |
|                                                       | Kongres Liberalno-Demokratyczny                          | 23 179  | 5,06  | –       |                                                                                                |
|                                                       | Niezależny Samorządny Związek Zawodowy „Solidarność”     | 21 097  | 4,60  | –       |                                                                                                |
|                                                       | Unia Polityki Realnej                                    | 19 065  | 4,16  | –       |                                                                                                |
|                                                       | Porozumienie Centrum                                     | 17 800  | 3,88  | –       |                                                                                                |
|                                                       | Koalicja dla Rzeczypospolitej                            | 12 720  | 2,78  | –       |                                                                                                |
|                                                       | Partia X                                                 | 11 379  | 2,48  | –       |                                                                                                |
|                                                       | Samoobrona – Leppera                                     | 11 093  | 2,42  | –       |                                                                                                |
|                                                       | Polskie Stronnictwo Ludowe – Porozumienie Ludowe         | 3679    | 0,80  | –       |                                                                                                |
|                                                       | Polska Partia Przyjaciół Piwa                            | 1674    | 0,37  | –       |                                                                                                |
|                                                       | NOT Stowarzyszenia Techniczne                            | 1339    | 0,29  | –       |                                                                                                |
|                                                       | Ojczyzna – Lista Polska                                  | 1107    | 0,24  | –       |                                                                                                |
|                                                       | Polska Wspólnota Narodowa – Polskie Stronnictwo Narodowe | 567     | 0,12  | –       |                                                                                                |
| Frekwencja: 53,52% Źródło: Państwowa Komisja Wyborcza |                                                          |         |       |         |                                                                                                |

Poniższa tabela przedstawia podział mandatów dla komitetów wyborczych na podstawie uzyskanych głosów, a następnie obliczonych ilorazów wyborczych na podstawie metody D’Hondta.
| Podział mandatów dla komitetów wyborczych na podstawie metody D’Hondta | Podział mandatów dla komitetów wyborczych na podstawie metody D’Hondta | Podział mandatów dla komitetów wyborczych na podstawie metody D’Hondta | Podział mandatów dla komitetów wyborczych na podstawie metody D’Hondta | Podział mandatów dla komitetów wyborczych na podstawie metody D’Hondta | Podział mandatów dla komitetów wyborczych na podstawie metody D’Hondta | Podział mandatów dla komitetów wyborczych na podstawie metody D’Hondta | Podział mandatów dla komitetów wyborczych na podstawie metody D’Hondta | Podział mandatów dla komitetów wyborczych na podstawie metody D’Hondta | Podział mandatów dla komitetów wyborczych na podstawie metody D’Hondta | Podział mandatów dla komitetów wyborczych na podstawie metody D’Hondta | Podział mandatów dla komitetów wyborczych na podstawie metody D’Hondta | Podział mandatów dla komitetów wyborczych na podstawie metody D’Hondta |
| Komitet wyborczy                                                       | Komitet wyborczy                                                       | Liczba głosów                                                          | Iloraz wyborczy                                                        | Iloraz wyborczy                                                        | Iloraz wyborczy                                                        | Iloraz wyborczy                                                        | Iloraz wyborczy                                                        | Iloraz wyborczy                                                        | Iloraz wyborczy                                                        | Iloraz wyborczy                                                        | Mandaty                                                                | TP                                                                     |
| Komitet wyborczy                                                       | Komitet wyborczy                                                       | Liczba głosów                                                          | /1                                                                     | /2                                                                     | /3                                                                     | /4                                                                     | /5                                                                     | /6                                                                     | ...                                                                    | /12                                                                    | Mandaty                                                                | TP                                                                     |
| ---------------------------------------------------------------------- | ---------------------------------------------------------------------- | ---------------------------------------------------------------------- | ---------------------------------------------------------------------- | ---------------------------------------------------------------------- | ---------------------------------------------------------------------- | ---------------------------------------------------------------------- | ---------------------------------------------------------------------- | ---------------------------------------------------------------------- | ---------------------------------------------------------------------- | ---------------------------------------------------------------------- | ---------------------------------------------------------------------- | ---------------------------------------------------------------------- |
|                                                                        | Sojusz Lewicy Demokratycznej                                           | 122 001                                                                | 122 001                                                                | 61 001                                                                 | 40 667                                                                 | 30 500                                                                 | 24 400                                                                 | 20 334                                                                 | ...                                                                    | 10 167                                                                 | 5                                                                      | 4,85                                                                   |
|                                                                        | Unia Demokratyczna                                                     | 55 372                                                                 | 55 372                                                                 | 27 686                                                                 | 18 457                                                                 | 13 843                                                                 | 11 074                                                                 | 9229                                                                   | ...                                                                    | 4614                                                                   | 2                                                                      | 2,20                                                                   |
|                                                                        | Unia Pracy                                                             | 50 619                                                                 | 50 619                                                                 | 25 310                                                                 | 16 873                                                                 | 12 655                                                                 | 10 124                                                                 | 8437                                                                   | ...                                                                    | 4218                                                                   | 2                                                                      | 2,01                                                                   |
|                                                                        | Konfederacja Polski Niepodległej                                       | 25 771                                                                 | 25 771                                                                 | 12 886                                                                 | 8590                                                                   | 6443                                                                   | 5154                                                                   | 4295                                                                   | ...                                                                    | 2148                                                                   | 1                                                                      | 1,02                                                                   |
|                                                                        | Polskie Stronnictwo Ludowe                                             | 24 665                                                                 | 24 665                                                                 | 12 333                                                                 | 8222                                                                   | 6166                                                                   | 4933                                                                   | 4111                                                                   | ...                                                                    | 2055                                                                   | 1                                                                      | 0,98                                                                   |
|                                                                        | Bezpartyjny Blok Wspierania Reform                                     | 23 392                                                                 | 23 392                                                                 | 11 696                                                                 | 7797                                                                   | 5848                                                                   | 4678                                                                   | 3899                                                                   | ...                                                                    | 1949                                                                   | 1                                                                      | 0,93                                                                   |
| Ogółem                                                                 | Ogółem                                                                 | 301 820                                                                | —                                                                      | —                                                                      | —                                                                      | —                                                                      | —                                                                      | —                                                                      | —                                                                      | —                                                                      | 12                                                                     | 12                                                                     |

### Wybory parlamentarne 1997
| Komitet wyborczy                                      | Komitet wyborczy                          | Głosów  | %     | Mandaty | Wybrani posłowie                                                                            |
| ----------------------------------------------------- | ----------------------------------------- | ------- | ----- | ------- | ------------------------------------------------------------------------------------------- |
|                                                       | Sojusz Lewicy Demokratycznej              | 156 700 | 37,07 | 5       | Leszek Miller, Andrzej Pęczak, Alicja Murynowicz, Zbigniew Kaniewski, Krzysztof Baszczyński |
|                                                       | Akcja Wyborcza Solidarność                | 121 894 | 28,84 | 4       | Marek Markiewicz, Jerzy Kropiwnicki, Stefan Niesiołowski, Piotr Żak                         |
|                                                       | Unia Wolności                             | 62 695  | 14,83 | 2       | Iwona Śledzińska-Katarasińska, Mirosław Drzewiecki                                          |
|                                                       | Ruch Odbudowy Polski                      | 27 214  | 6,44  | –       |                                                                                             |
|                                                       | Unia Pracy                                | 18 074  | 4,28  | –       |                                                                                             |
|                                                       | Unia Prawicy Rzeczypospolitej             | 11 754  | 2,78  | –       |                                                                                             |
|                                                       | Polskie Stronnictwo Ludowe                | 7614    | 1,80  | –       |                                                                                             |
|                                                       | Krajowa Partia Emerytów i Rencistów       | 7385    | 1,75  | –       |                                                                                             |
|                                                       | Krajowe Porozumienie Emerytów i Rencistów | 6146    | 1,45  | –       |                                                                                             |
|                                                       | Blok dla Polski                           | 2614    | 0,62  | –       |                                                                                             |
|                                                       | Polska Wspólnota Narodowa                 | 540     | 0,13  | –       |                                                                                             |
| Frekwencja: 50,11% Źródło: Państwowa Komisja Wyborcza |                                           |         |       |         |                                                                                             |

Poniższa tabela przedstawia podział mandatów dla komitetów wyborczych na podstawie uzyskanych głosów, a następnie obliczonych ilorazów wyborczych na podstawie metody D’Hondta.
| Podział mandatów dla komitetów wyborczych na podstawie metody D’Hondta | Podział mandatów dla komitetów wyborczych na podstawie metody D’Hondta | Podział mandatów dla komitetów wyborczych na podstawie metody D’Hondta | Podział mandatów dla komitetów wyborczych na podstawie metody D’Hondta | Podział mandatów dla komitetów wyborczych na podstawie metody D’Hondta | Podział mandatów dla komitetów wyborczych na podstawie metody D’Hondta | Podział mandatów dla komitetów wyborczych na podstawie metody D’Hondta | Podział mandatów dla komitetów wyborczych na podstawie metody D’Hondta | Podział mandatów dla komitetów wyborczych na podstawie metody D’Hondta | Podział mandatów dla komitetów wyborczych na podstawie metody D’Hondta | Podział mandatów dla komitetów wyborczych na podstawie metody D’Hondta | Podział mandatów dla komitetów wyborczych na podstawie metody D’Hondta | Podział mandatów dla komitetów wyborczych na podstawie metody D’Hondta |
| Komitet wyborczy                                                       | Komitet wyborczy                                                       | Liczba głosów                                                          | Iloraz wyborczy                                                        | Iloraz wyborczy                                                        | Iloraz wyborczy                                                        | Iloraz wyborczy                                                        | Iloraz wyborczy                                                        | Iloraz wyborczy                                                        | Iloraz wyborczy                                                        | Iloraz wyborczy                                                        | Mandaty                                                                | TP                                                                     |
| Komitet wyborczy                                                       | Komitet wyborczy                                                       | Liczba głosów                                                          | /1                                                                     | /2                                                                     | /3                                                                     | /4                                                                     | /5                                                                     | /6                                                                     | ...                                                                    | /11                                                                    | Mandaty                                                                | TP                                                                     |
| ---------------------------------------------------------------------- | ---------------------------------------------------------------------- | ---------------------------------------------------------------------- | ---------------------------------------------------------------------- | ---------------------------------------------------------------------- | ---------------------------------------------------------------------- | ---------------------------------------------------------------------- | ---------------------------------------------------------------------- | ---------------------------------------------------------------------- | ---------------------------------------------------------------------- | ---------------------------------------------------------------------- | ---------------------------------------------------------------------- | ---------------------------------------------------------------------- |
|                                                                        | Sojusz Lewicy Demokratycznej                                           | 156 700                                                                | 156 700                                                                | 78 350                                                                 | 52 233                                                                 | 39 175                                                                 | 31 340                                                                 | 26 117                                                                 | ...                                                                    | 14 245                                                                 | 5                                                                      | 4,58                                                                   |
|                                                                        | Akcja Wyborcza Solidarność                                             | 121 894                                                                | 121 894                                                                | 60 947                                                                 | 40 631                                                                 | 30 474                                                                 | 24 379                                                                 | 20 316                                                                 | ...                                                                    | 11 081                                                                 | 4                                                                      | 3,56                                                                   |
|                                                                        | Unia Wolności                                                          | 62 695                                                                 | 62 695                                                                 | 31 348                                                                 | 20 898                                                                 | 15 674                                                                 | 12 539                                                                 | 10 449                                                                 | ...                                                                    | 5700                                                                   | 2                                                                      | 1,83                                                                   |
|                                                                        | Ruch Odbudowy Polski                                                   | 27 214                                                                 | 27 214                                                                 | 13 607                                                                 | 9071                                                                   | 6804                                                                   | 5443                                                                   | 4536                                                                   | ...                                                                    | 2474                                                                   | 0                                                                      | 0,80                                                                   |
|                                                                        | Polskie Stronnictwo Ludowe                                             | 7614                                                                   | 7614                                                                   | 3807                                                                   | 2538                                                                   | 1904                                                                   | 1523                                                                   | 1269                                                                   | ...                                                                    | 692                                                                    | 0                                                                      | 0,22                                                                   |
| Ogółem                                                                 | Ogółem                                                                 | 376 117                                                                | —                                                                      | —                                                                      | —                                                                      | —                                                                      | —                                                                      | —                                                                      | —                                                                      | —                                                                      | 11                                                                     | 11                                                                     |